# Araucano (1966)
Araucano (53)  byl zásobovací tanker provozovaný chilským námořnictvem v letech 1967–2010. Byla to čtvrtá chilská válečná loď tohoto jména.

## Stavba
Plavidlo postavila dánská loděnice Burmeister & Wain v Kodani. Trup byl na vodu spuštěn 22. června 1966 a do služby loď vstoupila 5. ledna 1967.

## Konstrukce

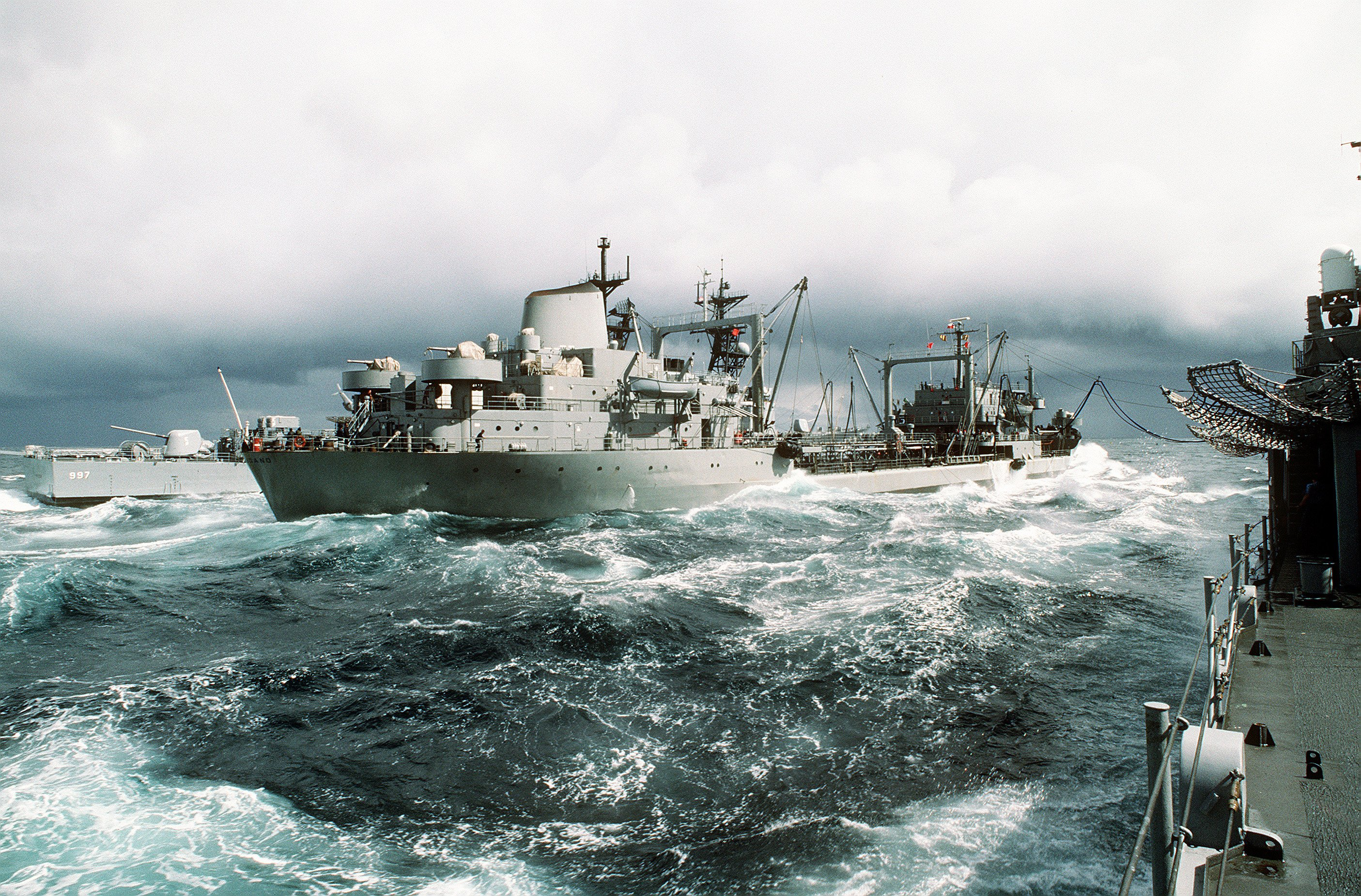
Tanker Araucano během zásobování na otevřeném moři

Plavidlo mohlo přepravovat 21 126 m3 paliva a 14443 dalších zásob. Bylo vyzbrojeno čtyřmi 40mm kanóny Bofors. Poháněl jej jeden diesel Burmeister & Wain o výkonu 10 800 bhp, pohánějící jeden lodní šroub. Nejvyšší rychlost dosahovala 17 uzlů. Dosah byl 12 000 námořních mil při rychlosti 14,5 uzlu.

## Operační služba
Tanker byl ze služby vyřazen dne 8. listopadu 2010, po necelých 44 letech služby. Během své služby urazil vzdálenost více než milion námořních mil a více než 2500krát provedl zásobování jiného plavidla.